# Sebastião I do Congo
Sebastião (1634-1670) foi o manicongo do Reino do Congo em Quibango de 1666 até 1670. Reinou em sua região no contexto da Segunda Guerra Civil do Reino do Congo. 

## Biografia
D. Sebastião Amvemba Luqueni era oriundo da Casa de Quinzala. No contexto do período de anarquia e guerra civil após a morte de D.António I, ele estabeleceu um governo rebelde nas montanhas de Quibango, em oposição ao poder ilegítimo de São Salvador. Em 1670 ele tentou se estabelecer como manicongo (rei) em São Salvador com o auxílio do exercito, mas é morto no processo após um contra-ataque do conde de Soyo, D. Paulo II da Silva, protetor dos Quimpanzo. 
D. Sebastião foi o fundador da Casa de Água Rosada, gerada após seu casamento com uma princesa Quimpanzo. Seus filhos foram considerados como membros da nova casa (canda) de Água Rosada e Sardônia.  